# ولاية أماسية
وِلَايَةُ أَمَاسِيَة (بالتركية: آماسیه ولایت) من ولايات تركيا. عاصمتها مدينة أماسية تبلغ مساحتها 5,731 كم2 ويبلغ عدد سكانها 365,231 نسمة كما يبلغ معدل الكثافة السكانية 63/كم2.